# Фуэрса Аэреа Архентина (площадь)

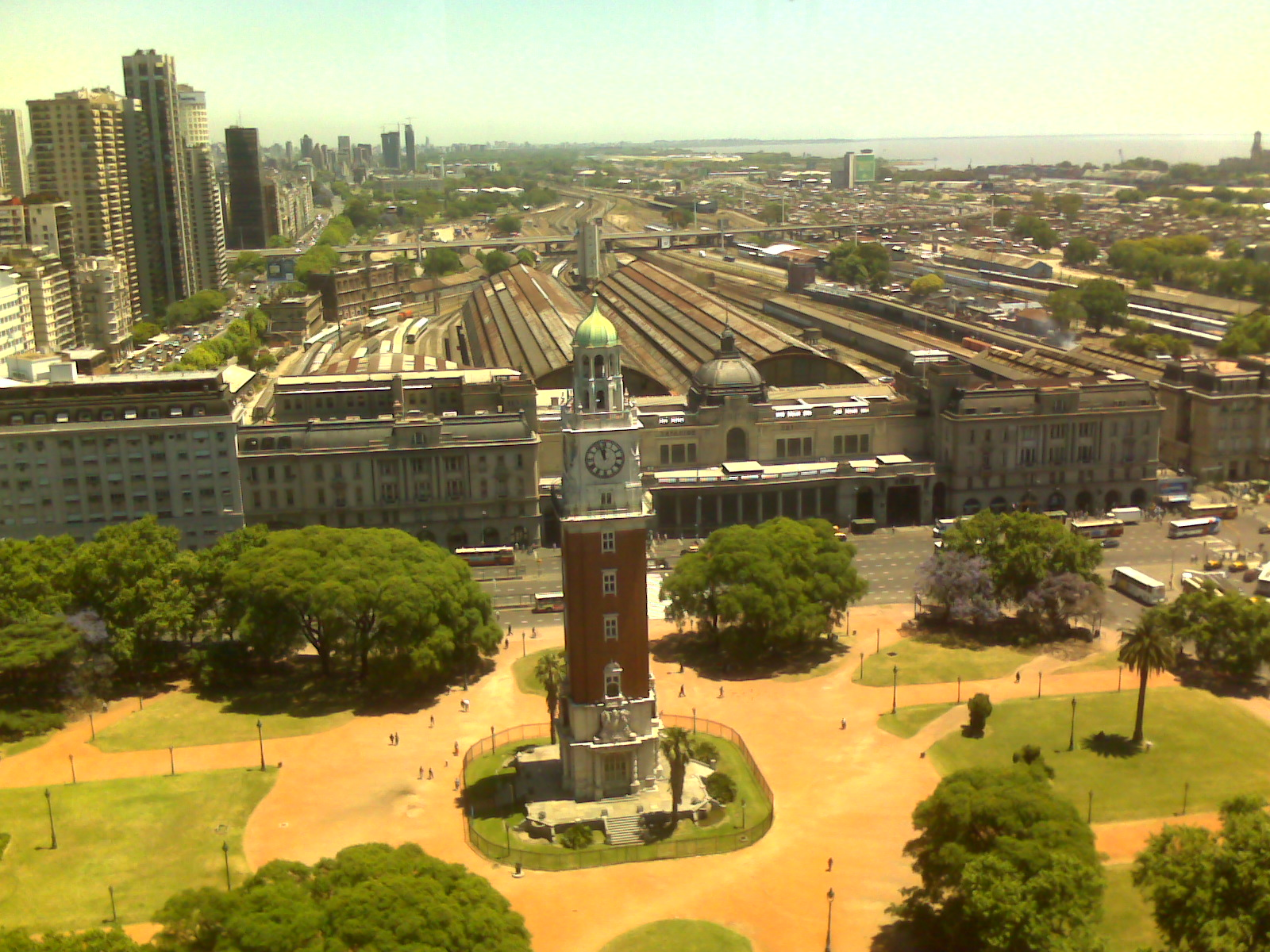
Площадь Фуэрса Аэреа Аргентина с башней Торре Монументаль в центре и железнодорожным вокзалом Ретиро на заднем плане.

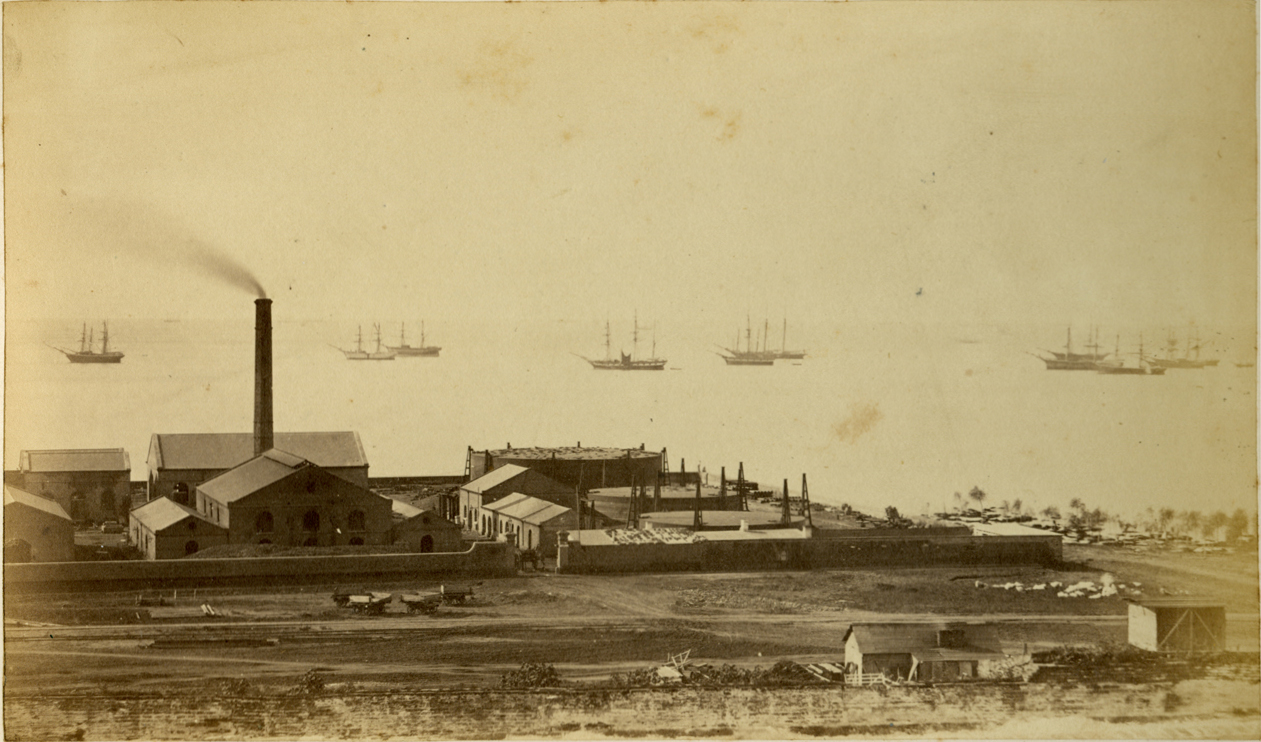
В период с 1853 по 1912 год на этом же месте располагался газовый завод, снабжавший город. Фото Эстебана Гоне, 1864 год.

«Площадь Фуэрса Аэреа Аргентина» (исп. Plaza Fuerza Aérea Argentina) —  площадь в районе Ретиро, в Буэнос-Айресе. 
Площадь была открыта 4 января 1945 года. Первоначально называлась «Plaza Británica/Пласа-Британика» («Пласа Великобритания») но название было изменено на настоящее после Фолклендской войны, отдавая дань аргентинцам погибшим в этой войне. Однако некоторые люди до сих пор называют площадь ее старым названием, а также «Plaza de los Ingleses/Пласа-де-лос-Ингелес» («Английская Площадь»). Однако это название никогда не было официальным.
Она окружена улицами Сан-Мартин и Авенида дель Либертадор. Здесь расположена монументальная башня Торре Монументаль («Торре экс-де-лос-Ингелес), а также станция Ретиро метро линии С и перед ней железнодорожный вокзал Ретиро.